# Amt Alpen-Veen
Das Amt Alpen-Veen war bis 1969 ein Amt im Kreis Moers in Nordrhein-Westfalen. Es ging aus der Bürgermeisterei Alpen und der Bürgermeisterei Veen hervor. Sein Gebiet liegt heute im nordrhein-westfälischen Kreis Wesel.

## Bürgermeistereien Alpen und Veen
Von 1798 bis 1814 stand der linke Niederrhein unter französischer Herrschaft. Während dieser Zeit wurden in Alpen und in Veen nach französischem Vorbild zwei Mairien eingerichtet; die Mairie Alpen im Kanton Rheinberg des Arrondissements Krefeld und die Mairie Veen im Kanton Xanten des Arrondissements Kleve. Nachdem 1814 der gesamte Niederrhein auf dem Wiener Kongress dem Königreich Preußen zugeschlagen wurde, kam die Gegend 1816 zum neuen Kreis Rheinberg in der Provinz Jülich-Kleve-Berg, der späteren Rheinprovinz. Aus den Mairien der Franzosenzeit wurden die preußischen Bürgermeistereien Alpen und Veen.

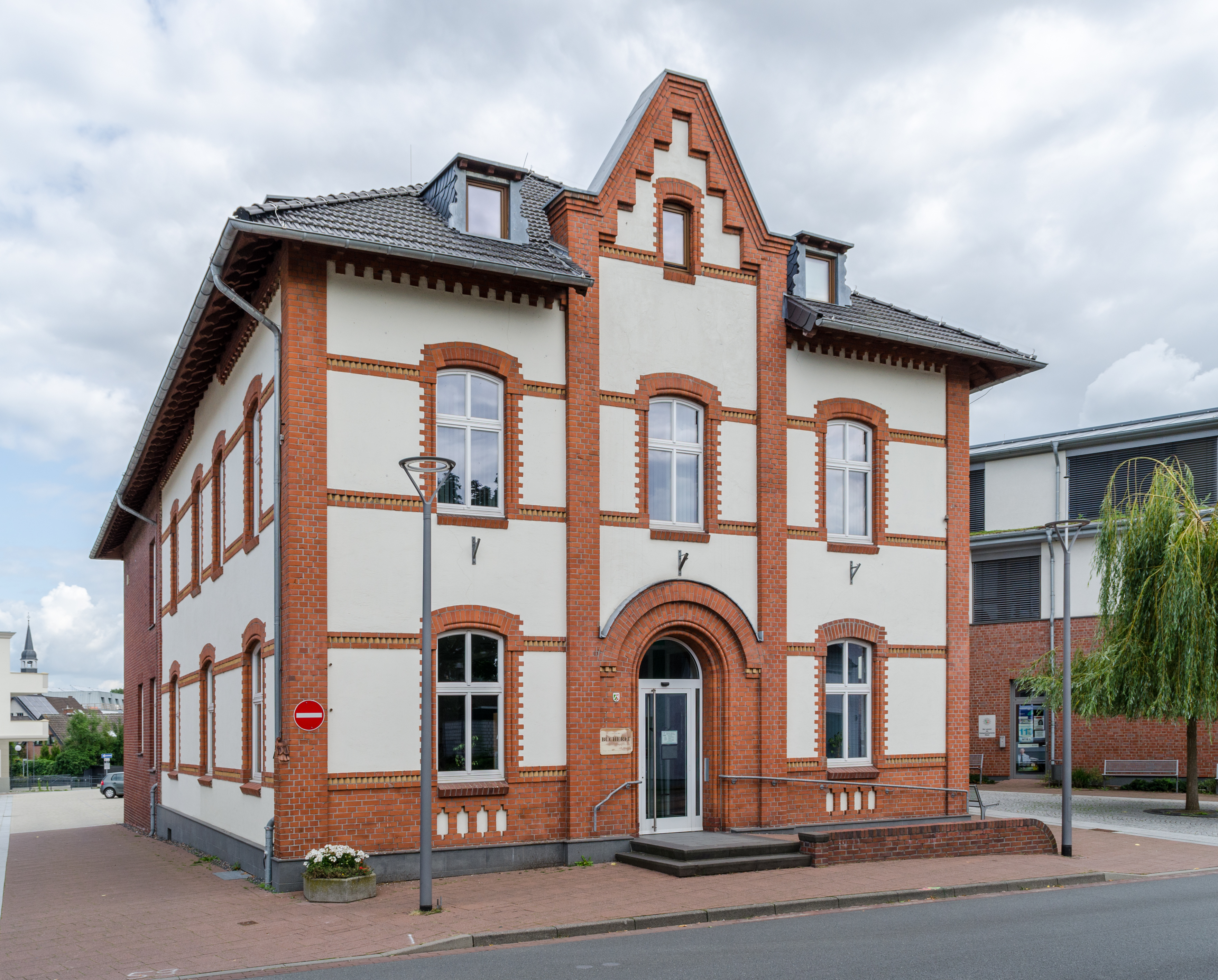
Rathaus Alpen, ca. 1905 erbaut

Die Bürgermeisterei Alpen umfasste fünf Landgemeinden:
- Alpen
- Alpsray
- Bönninghardt
- Drüpt
- Huck
- Millingen

Die Bürgermeisterei Veen umfasste ebenfalls fünf Landgemeinden:
- Birten
- Bönning
- Menzelen
- Veen
- Winnenthal

Der Kreis Rheinberg wurde 1823 in den Kreis Geldern eingegliedert und 1857 als Kreis Moers neu eingerichtet.

## Ämter Alpen, Veen und Alpen-Veen
Am Ende des Jahres 1927 wurde die Bezeichnung aller rheinischen Landbürgermeistereien in „Amt“ geändert. Die Bürgermeistereien hießen seitdem Amt Alpen und Amt Veen.
Alpsray schied am 1. Juni 1934 aus dem Amt Alpen aus und wurde in die Stadt Rheinberg eingemeindet.
Am 1. April 1939 wurde das Gebiet beider Ämter neu geordnet. Die Gemeinden Bönning, Bönninghardt, Drüpt, Huck und Millingen wurden in die Gemeinde Alpen eingegliedert, während Winnenthal in die Gemeinde Birten eingegliedert wurde. Gleichzeitig wurden die Ämter Alpen und Veen zum neuen Amt Alpen-Veen zusammengeschlossen, das die vier Gemeinden Alpen, Birten, Menzelen und Veen umfasste.
Am 1. Juli 1969 wurde das Amt Alpen-Veen durch das Gesetz zur Neugliederung von Gemeinden des Landkreises Moers aufgelöst. Birten wurde in die Stadt Xanten eingegliedert, Menzelen und Veen in die Gemeinde Alpen. Alpen, Rheinberg und Xanten gehören seit 1975 zum Kreis Wesel.

## Einwohnerentwicklung
| Jahr | Bm. Alpen      | Bm. Veen | Quelle |
| ---- | -------------- | -------- | ------ |
| 1828 | 1.482          | 2.729    | [ 8 ]  |
| 1871 | 1.986          | 3.729    | [ 9 ]  |
| 1885 | 1.962          | 3.981    | [ 10 ] |
| 1895 | 1.879          | 3.896    | [ 11 ] |
| 1905 | 2.132          | 4.086    | [ 12 ] |
| 1910 | 2.308          | 4.452    | [ 13 ] |
| 1933 | 2.548          | 5.362    | [ 14 ] |
|      | Amt Alpen-Veen |          |        |
| 1939 | 07.824         | 07.824   | [ 14 ] |
| 1950 | 09.127         | 09.127   | [ 15 ] |
| 1961 | 10.209         | 10.209   | [ 16 ] |